# Pleurocel
Pleurocel (Pleurocoelus) – rodzaj zauropoda żyjącego we wczesnej kredzie (apt) na terenach dzisiejszej Ameryki Północnej.
Opisany w 1888 roku przez Othniela Marsha na podstawie skamieniałości zauropodów odkrytych w osadach formacji Arundel w amerykańskim stanie Maryland. Gatunkiem typowym jest P. nanus. Marsh przypisał temu gatunkowi odkryte w Maryland zęby, szczękę, kość zębową i kość nadpotyliczną (łac. os supraoccipitale), kręgi szyjne, grzbietowe, krzyżowe i ogonowe oraz kości kończyn; skamieniałości należały do niewielkich zauropodów – na ich podstawie Marsh szacował długość zwierzęcia na 12–15 stóp (w przybliżeniu 3,7–4,6 m). Nie jest pewne, czy przypisywane P. nanus kości odkryto w jednym miejscu, co uprawdopodobniałoby, że wchodziły w skład jednego szkieletu, czy też w różnych miejscach; nie można wykluczyć, że są to kości różnych osobników, być może nawet należących do różnych taksonów. Rose (2007) i D'Emic (2013) za serię oryginalną P. nanus uznają jedynie trzony czterech kręgów z formacji Arundel: trzon kręgu szyjnego oznaczony USNM 5678, grzbietowego USNM 4968, krzyżowego USNM 4969 i ogonowego USNM 4970. Budowa zachowanych kości – ich niewielkie rozmiary, prawdopodobne niezasklepienie się szwów neurocentralnych (łączących trzon kręgu z łukiem kręgu) – wskazuje, że kości przypisywane P. nanus należą do młodych osobników. Drugi gatunek, P. altus został opisany na podstawie kości kończyn (lewych kości: piszczelowej i strzałkowej) oznaczonych USNM 4971, należących do osobnika większego od tego lub tych, na podstawie czyich kości opisany został P. nanus.
Skamieniałości, które część autorów przypisywała przedstawicielom rodzaju Pleurocoelus odkryto też w zachodniej części Stanów Zjednoczonych oraz w Europie i Afryce; nowsze badania wskazują jednak, że nie ma podstaw do uznania tych kości za należące do bliskich krewnych zauropodów z formacji Arundel. Marsh (1883) opisał niekompletny szkielet YPM 1908 (niektóre kręgi i kości kończyn) odkryty razem z holotypem gatunku Camarasaurus grandis w osadach formacji Morrison na terenie stanu Wyoming; zdaniem Marsha budowa kości wskazuje, że był to bardzo młody zauropod, być może nawet płód. W późniejszej publikacji Marsh bez dodatkowego opisu czy komentarza przeniósł ten okaz do nowego gatunku Pleurocoelus montanus; obecnie jednak okaz ten uznawany jest po prostu za młodego osobnika należącego do gatunku Camarasaurus grandis. Do rodzaju Pleurocoelus zaliczano skamieniałości zauropodów odkrytych w Teksasie, w tym niekompletny szkielet SMU 61732 oraz tylną kończynę FMNH PR 977; D'Emic (2013) stwierdził jednak, że FMNH PR 977 w rzeczywistości  należała do przedstawiciela rodzaju Cedarosaurus, a SMU 61732 ustanowił holotypem nowego gatunku Astrophocaudia slaughteri. Richard Lydekker opisał gatunek Pleurocoelus valdensis na podstawie zębów (i dwóch kręgów, ale ich przynależności do tego samego gatunku co zęby nie można potwierdzić) odkrytych na południu Wielkiej Brytanii (West Sussex, East Sussex, wyspa Wight). Zdaniem Upchurcha, Manniona i Barretta (2011) budowa tych zębów wskazuje, że należały one do bazalnego przedstawiciela kladu Titanosauriformes. Autorzy nie zidentyfikowali jednak żadnych autapomorfii P. valdensis ani nie byli w stanie potwierdzić, że wszystkie przypisywane mu zęby reprezentują ten sam gatunek. W związku z tym uznali P. valdensis za nomen dubium; nie byli też w stanie potwierdzić szczególnie bliskiego pokrewieństwa P. valdensis z zauropodami z formacji Arundel. Marsh (1897) uznał też brytyjski rodzaj Bothriospondylus za młodszy synonim Pleurocoelus, utrzymując jednak jego gatunek typowy B. suffosus jako odrębny gatunek w obrębie rodzaju Pleurocoelus; późniejsi autorzy utrzymują jednak Bothriospondylus jako odrębny rodzaj. Rich, Molnar i Rich (1983) opisali zęby odkryte w osadach wczesnokredowej formacji Kirkwood w Republice Południowej Afryki, które uznali za zęby przedstawiciela rodzaju Pleurocoelus lub bliskiego krewnego tego rodzaju; jednak według Rose’a (2007) konieczne są dalsze badania dla potwierdzenia lub wykluczenia takiej klasyfikacji zauropoda, do którego należały te zęby.
Przed odkryciem Pleurocoelus nanus i P. altus na podstawie dwóch zębów odkrytych w osadach formacji Arundel opisano inny gatunek zauropoda, Astrodon johnstoni. John Bell Hatcher (1903) opierając się na podobieństwie w budowie zębów A. johnstoni i tych przypisywanych P. nanus oraz na fakcie ich odkrycia w osadach tej samej formacji uznał P. nanus za młodszy synonim A. johnstoni. Charles Whitney Gilmore (1921) uznał rodzaj Pleurocoelus za młodszy synonim rodzaju Astrodon, pozostawiając jednak P. altus i P. nanus jako odrębne gatunki w obrębie rodzaju Astrodon. Kingham (1962) podobnie jak Hatcher uznał P. altus i P. nanus za młodsze synonimy A. johnstoni. Upchurch, Barrett i Dodson (2004) ograniczyli się do stwierdzenia, że Pleurocoelus mógł być zauropodem z grupy Titanosauriformes i że jak dotąd nie przedstawiono odpowiedniej diagnozy zaliczanych do tego rodzaju gatunków (nie wskazano cech budowy szkieletu jednoznacznie odróżniających ich od innych gatunków); nie zdecydowali się też na zsynonimizowanie Pleurocoelus z Astrodon (w wypadku A. johnstoni ograniczyli się jedynie do uznania go za nomen dubium). Kenneth Carpenter i Virginia Tidwell (2005) uznali natomiast, że nie ma podstaw do wyróżniania więcej niż jednego gatunku zauropoda na podstawie skamieniałości z formacji Arundel. Zatem ich zdaniem wszystkie skamieniałości zauropodów odkryte w osadach formacji Arundel, w tym te z serii oryginalnych A. johnstoni, P. altus i P. nanus, najprawdopodobniej należą do zauropodów z tego samego gatunku; ich zdaniem A. johnstoni, nazwany jako pierwszy, jest starszym synonimem P. altus i P. nanus. W oparciu nie o syntypy A. johnstoni, lecz o inny materiał kopalny z formacji Arundel autorzy ci wyróżnili nawet 10 autapomorfii tak definiowanego Astrodon johnstoni i zaliczyli go do kladu Titanosauriformes (nie byli jednak pewni, do jakiej należał rodziny).
Peter Rose (2007) zgodził się z Carpenterem i Tidwell, że nie ma podstaw dla wyróżniania więcej niż jednego gatunku zauropoda na podstawie skamieniałości z formacji Arundel; stwierdził też, że na podstawie budowy kości szkieletu pozaczaszkowego przypisanych Pleurocoelus przez Marsha (1888), w tym zwłaszcza kości kończyn, można odróżnić zauropoda z formacji Arundel od pozostałych zauropodów. Nie uznał jednak za uzasadnione używanie na jego określenie nazwy Astrodon johnstoni. Według tego autora nie udowodniono, że zęby będące syntypami A. johnstoni (a także zęby przypisywane przedstawicielom rodzaju Pleurocoelus) mają cechy diagnostyczne pozwalające je odróżnić od zębów innych zauropodów; tym samym porównania z syntypami A. johnstoni nie wystarczą do stwierdzenia, że inne skamieniałości również reprezentują gatunek A. johnstoni. Według Rose'a żadne skamieniałości poza syntypami A. johnstoni nie powinny być zaliczane do tego gatunku, nieuzasadnione jest też synonimizowane Astrodon i Pleurocoelus. Rose zauważył też, że kręgi będące serią oryginalną Pleurocoelus nanus i inne kręgi zauropodów odkryte w formacji Arundel są niekompletne i należą do młodych osobników; nie wskazano też charakterystycznych cech odróżniających je od kręgów innych gatunków zauropodów, co utrudnia porównania (zwłaszcza z tymi gatunkami, u których nie są znane skamieniałości osobników młodych). Zdaniem Rose’a nie ma bezpośrednich dowodów na to, że cztery kręgi uznane przez tego autora za serię oryginalną Pleurocoelus nanus i reszta kości z formacji Arundel reprezentuje ten sam gatunek zauropoda; są na to co najwyżej poszlaki – odkrycie kości w osadach tej samej formacji oraz fakt, że należą one do zauropodów o podobnych rozmiarach. Ostatecznie Rose stwierdził, że nie ma mocnych podstaw by uznać Pleurocoelus i Astrodon za ważne taksony.
Upchurch, Mannion i Barrett (2011) stwierdzili, że w budowie zębów Astrodon i Pleurocoelus występują różnice uzasadniające uznanie tych dwóch rodzajów za odrębne.
Z wnioskami Carpentera i Tidwell nie zgodził się też Michael D'Emic (2013). Zdaniem tego autora nie można synonimizować gatunków tylko na podstawie występowania ich skamieniałości w osadach tej samej formacji; autor zauważył, że niektóre kości odkryte w osadach formacji Arundel wyraźnie różnią się między sobą budową (np. odkryte tam pierwsze kości śródstopia różnią się kształtem końca dalszego). D'Emic wskazuje, że ze wskazanych przez Carpentera i Tidwell autapomorfii Astrodon johnstoni żadna nie jest cechą budowy zębów ani kości piszczelowej lub strzałkowej i tym samym cechy te nie są pomocne przy stwierdzaniu, czy dane skamieniałości reprezentują ten sam gatunek co serie oryginalnej A. johnstoni i Pleurocoelus altus. W dodatku zdaniem tego autora niektóre z tych rzekomych autapomorfii w rzeczywistości występują też u innych zauropodów (np. u kamarazaura), a inne to tylko cechy budowy występujące u młodych osobników. Jedna ze wskazanych przez Carpentera i Tidwell autapomorfii (duża bruzda na wentralnej, tj. dolnej powierzchni tylnych kręgów krzyżowych) zdaniem D'Emica może faktycznie wyróżniać kręg krzyżowy z formacji Arundel oznaczony USNM 5666 spośród innych zauropodów; D'Emic nie zaobserwował jednak tej cechy na kręgu krzyżowym USNM 4969 wchodzącym w skład serii oryginalnej gatunku P. nanus. Także niektóre inne kości odkryte w formacji Arundel mogą mieć cechy charakterystyczne odróżniające je od innych kości zauropodów (są to niektóre cechy budowy szczęki i paliczków stóp), jednak żadna z nich nie należy do serii oryginalnej A. johnstoni, P. nanus czy P. altus. Z pewnością do tych gatunków można zaliczyć tylko kości wchodzące w skład ich serii oryginalnych, a według D'Emica nie mają one żadnych cech charakterystycznych umożliwiających porównania z innymi skamieniałościami; autor ten uznał Astrodon johnstoni, Pleurocoelus nanus i P. altus za nomina dubia.